# Rebecca Kleefisch
Rebecca Kleefisch, (née Reed le 7 août 1975), à Milwaukee (Wisconsin), est une femme politique américaine.
Ancienne présentatrice de nouvelles à la télévision, elle est lieutenant-gouverneur du Wisconsin au côté du gouverneur Scott Walker de 2011 à 2019 après avoir été élue à ce poste le 2 novembre 2010 en tant que colistière du gouverneur Scott Walker. Tous deux ont fait l'objet d’un référendum révocatoire le 5 juin 2012. Historiquement, elle est le seul lieutenant-gouverneur de tous les États des États-Unis à avoir dû affronter un référendum révocatoire et à l’avoir gagné.